# Laura Daniela Arciniegas Patiño
Laura Daniela Arciniegas Patiño (* 28. September 1997) ist eine kolumbianische Tennisspielerin.

## Karriere
Arciniegas Patiño spielt bislang vorrangig Turniere auf der ITF Women’s World Tennis Tour, wo sie bislang aber noch keinen Titel gewinnen konnte.
Im November 2013 erreichte sie das Halbfinale des mit 10.000 US-Dollar dotierten ITF-Turniers in Bogotá. Ihre bislang höchste Weltranglistenplatzierung erreichte sie mit Platz 721 im November 2014.